# Любовь в Риме (фильм)
«Любовь в Риме» (итал. Un amore a Roma, фр.  L'Inassouvie, англ.  Liebesnächte in Rom) — художественный фильм совместного итало-франко-западно-немецкого производства итальянского режиссёра Дино Ризи снятый в 1960 году.
Премьера фильма состоялась в Риме 24 ноября 1960 года. В основу сценария был положен роман итальянского писателя Эрколе Патти.

## Сюжет
Действие фильма происходит в Риме в конце 1950-х годов. Молодой писатель из аристократической, но обедневшей семьи, случайно знакомится с роковой красавицей Анной. Начинающая актриса стремиться сделать карьеру в кино. Марчелло разочарован капризным характером Анны, которая не может долго оставаться верной ни одному мужчине. В то же время и сам он связан с двумя другими женщинами, расстаётся со своей невестой Фульвией и тут же делает предложение Элеоноре.
Вскоре Анна уезжает на съёмки на Капри. Когда Марчелло приезжает для встречи с ней, он понимает, что Анна влюблена в одного из актёров…

## В ролях
- Милен Демонжо — Анна Падоан, актриса
- Питер Болдуин — Марчелло Ченни, писатель
- Эльса Мартинелли — Фульвия
- Мария Перши — Элеонора Куртатони
- Клаудио Гора — Куртатони, инженер
- Ренато Монтальбано — гость на вечеринке
- Жак Серна — Тони Менегини
- Армандо Ромео — Нелло Д’Амор
- Умберто Орсини — Пеппино Барлаччи
- Мария Лаура Рокка — Камилла Куртатони
- Анна Уайт — Иветта
- Фанфулла — Морено, актёр-комик
- Анна Глори — Маргарита
- Энрико Глори — администратор
- Джанни Музи — гость на вечеринке
- Витторио Де Сика — режиссёр
- Джильберто Мацци — Джильберто (нет в титрах)
- Эрколе Патти — посетитель выставки (нет в титрах)